# Anklam
Anklam est une ville hanséatique d'Allemagne du land de Mecklembourg-Poméranie-Occidentale appartenant à l'arrondissement de Poméranie-Occidentale-Greifswald. Sa population est en baisse constante.

## Géographie

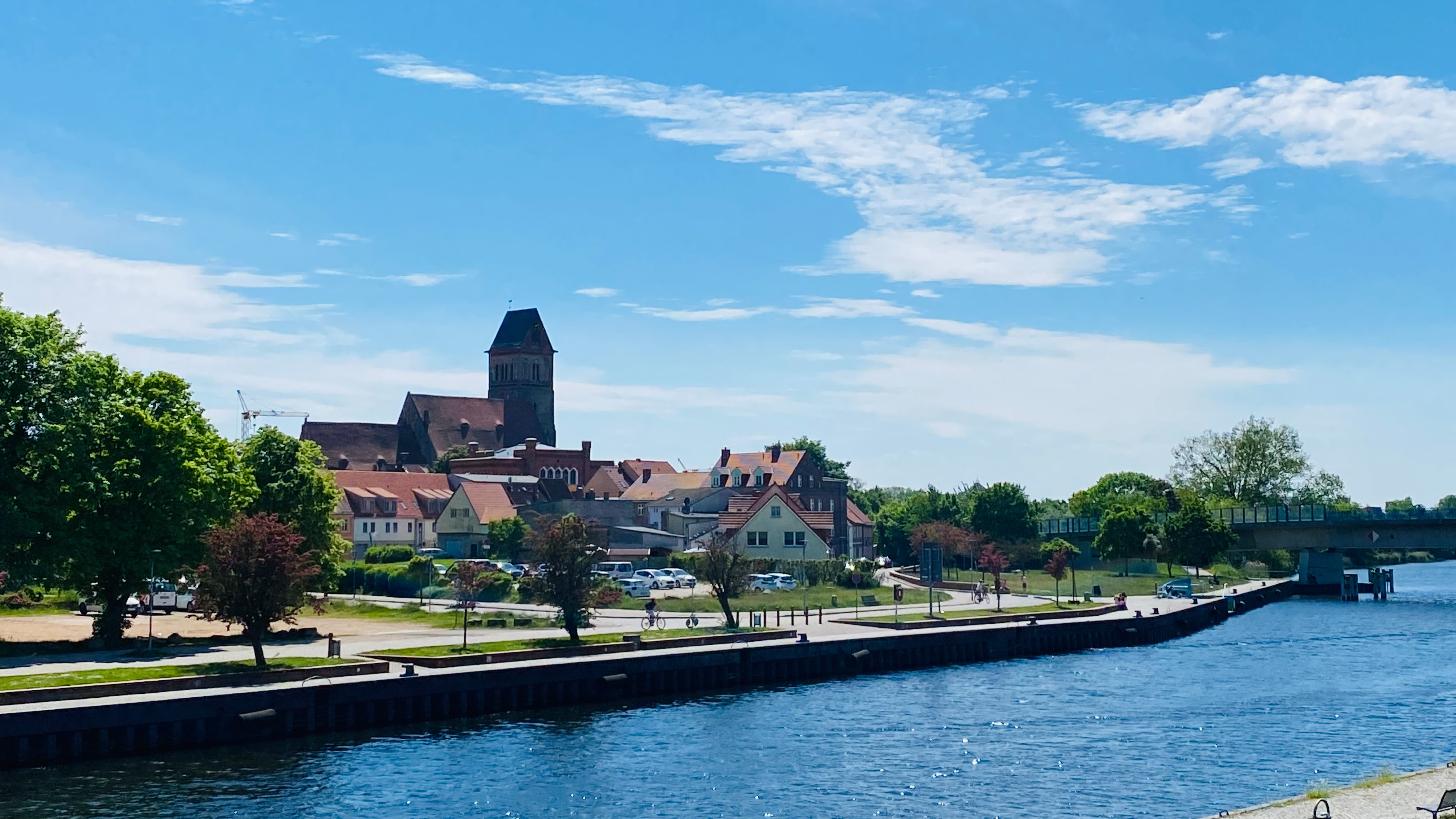
La Peene à Anklam.

La ville se trouve dans la région historique de Poméranie occidentale, proche de la frontière polonaise. Elle se situe sur le fleuve de la Peene, à quelques kilomètres de son embouchure avec le Peenestrom, un détroit de la mer Baltique reliant la baie de Poméranie à la lagune de Szczecin. Ce bras sépare l'île d'Usedom du continent ; le pont de Zecherin sur la Bundesstraße 110, à l'est d'Anklam, fait la connexion entre les deux côtés.
Outre de la Bundesstraße 110 (Demmin–Świnoujście), la Bundesstraße 109 (Greifswald–Pasewalk), la Bundesstraße 197 (Anklam-Neubrandenbourg) et la Bundesstraße 199 (Anklam-autoroute 20) se croisent au sud-ouest de la ville. La gare d'Anklam se trouve le long de la ligne ferroviaire d'Angermünde à Stralsund, un embranchement de la ligne de Berlin à Szczecin. Elle est desservie par les trains Intercity-Express, InterCity et Regional-Express.

## Histoire
Au Ier siècle av. J.-C. La zone relève de la Culture de Jastorf, donc germanique.
La première installation connue est un établissement du IXe siècle. Des monnaies arabes de 820 y ont été découvertes.
L'Abbaye de Stolpe (à proximité) est fondée en 1153 par les Bénédictins, sous la responsabilité de Racibor Ier et de l'évêque Adalbert de Poméranie (de).
Le bourg d'Anklam est vite un Marktgemeinde, répertorié comme oppidum en 1243 (Tachlim), et comme civitas (Tanchlim) en 1260.
Anklam obtient le droit de Magdebourg des mains de Barnim Ier le Bon. Anklam entre dans la Hanse en 1283 (Anclim). Le droit de battre monnaie date de 1325. Le Droit de Lübeck lui est accordé en 1292 (Anclem).
La ville connaît plusieurs pogroms et plusieurs incendies entre 1348 et 1393.
La forteresse de Forteresse de Spantekow (de), à Spantekow (à proximité), est établie vers 1550.
La Guerre de Trente Ans (1618-1648) est particulièrement active dans la proche région.
Entre 1807 et 1809, la région est sous occupation française, par les traités de Tilsit. La Campagne de Russie (1812) met fin à la présence française.
Cette ville de la Hanse accueille le musée Otto Lilienthal, consacré au pionnier de l'aviation qui y est né.
La synagogue est incendiée en 1938, lors de la Nuit de Cristal.
L'Arado Flugzeugwerke GmbH y a des ateliers aéronautiques pendant la seconde guerre mondiale.

## Jumelage
Anklam est jumelée avec
| - Ustka (Pologne) - Heide (Allemagne) - Burlöv (Suède) - Limbaži (Lettonie) |

## Tourisme
La ville est un lieu de passage et de résidence vacancière sur la route (sud) de l'île d'Usedom, ou d'Ueckermünde (Lagune de Szczecin).
- Marienkirche (Anklam) (de), église-halle gothique de brique
- Nikolaikirche (Anklam) (de), église-halle gothique de brique, avec grande tour à visiter (réfection 2011), et petit musée Otto Lilienthal
- Steintor (Anklam) (de), Porte de pierre, musée local
- Pulverturm (Anklam) (de), Poudrière
- Garnisonskirche (Anklam) (de), église de garnison
- Bluthsluster Park (de), parc (1820)
- Vorpommersche Landesbühne Anklam (de), Théâtre public de Poméranie occidentale d'Anklam
- Musée Otto-Lilienthal
- Liste des monuments historiques d'Anklam (de)
- Ancien cimetière juif d'Anklam (de)
- Ancien moulin à vent suédois

## Personnalités liées à la commune
- Carl August Wilhelm Berends, (1759-1826), médecin, né à Anklam.
- Karl Christian von Weyrach (1782-1869), général né à Anklam.
- Otto Lilienthal (1848-1896), pionnier de l'aviation né à Anklam.
- Günter Schabowski (1929-2015), journaliste et ancien membre du Politburo né à Anklam. Kurt von Briesen (1886-1941), dirige le défilé de la victoire à Paris le 22 juin 1940.
- L'écrivain Uwe Johnson (1934-1984) y a vécu quelques années de son enfance.
- Liste de personnes nées à Anklam (de)